# 모두가 초능력자
《모두가 초능력자》(映画 みんな！エスパーだよ！)는 일본에서 제작된 소노 시온 감독의 2015년 드라마, 코미디, SF 영화이다. 청년 만화 시리즈 모두! 초능력자야!의 3번째 각색판이다. 소메타니 쇼타 등이 주연으로 출연하였다. 2015년 9월 4일 일본에서 개봉되었다.

## 줄거리
고등학생 가모카와 요시로에게는 태어나기 전 뱃속에서 만나 미래를 약속한 '운명의 그녀'가 있다. 운명의 그녀를 만나길 고대하며 매일 밤 자위하던 요시로가 어느 날 밤 절정에 이르렀을 때 갑자기 빛이 쏟아진다. 그리고 다음날 요시로는 타인의 마음을 읽는 초능력이 생겼음을 알게 된다.
초능력이 생긴 것은 요시로뿐만이 아니었다. 초능력자를 연구하는 아사미 교수와 조수 아키야마는 히가시미카와 지역에 생긴 초능력자들을 불러 모았고, 그 중에는 요시로처럼 마음을 읽는 미유키, 염력 능력자인 데루 아저씨, 순간이동 능력자인 에노모토, 투시 능력자인 야베 등이었다. 아사미 교수의 말에 따르면 우주에서 빛이 내려올 때 동정이면서 오르가슴을 느낀 사람들에게 초능력이 주어진 것이었다. 아사미 교수는 히가시미카와보다 앞서 초능력자가 생겼던 미국의 덜루스가 초능력자끼리 싸우다 멸망했다면서, 히가시미카와에서도 그런 일이 벌어지지 않도록 노력하자고 말한다. 아사미 교수는 요시로가 좋아하는 여학생 사에의 아버지였고, 요시로는 사에에게 잘 보이기 위해 초능력을 영웅적으로 쓰기로 결심한다.
그 무렵 도요카와 강변에서 치한 사건이 터지기 시작한다. 범인은 귀여운 여자를 좋아하는 카미야라는 여성이었는데, 사람의 정신을 통제하고 복제품을 만들어 조종하는 초능력으로 여자들을 납치한 것이었다. 한편 요시로네 학교에는 새로 아이코 선생이 부임하는데, 그녀는 타인의 기억을 읽는 초능력자였다. 아이코 선생의 세상에 에로스를 부여하자고 목소리를 높였고, 히가시미카와 사람들은 점점 에로틱하게 변해간다.
카미야가 복제품 여자들을 데리고 에로스 확대를 요구하는 시위를 벌인다. 그때 덜루스 초능력자의 후손인 줄리라는 여자가 나타나, 정화의 초능력을 부리자 복제품 여자들은 러브돌로 변해버린다. 요시로 일행은 카미야를 잡기 위해 움직이던 사이, 사에와 미유키가 납치되어 버린다. 요시로는 갑자기 돌아온 사에의 유혹에 그녀가 운명의 그녀라고 생각하지만 그것은 복제품이었다. 사에와 미유키를 구하기 위해 시 공회당에 가자, 카미야가 복제품 여자들을 데리고 나타난다. 줄리의 힘으로 카미야는 정화되는데, 사실 카미야를 조종한 것은 아이코 선생이었음이 밝혀진다.
본색을 드러낸 아이코 선생은 세상이 타락했으니 에로스로 채우자고 말하고, 요시로를 사랑한다며 함께 하자고 제안한다. 하지만 요시로가 발기한 페니스를 들이대자, 다른 여자들과 똑같은 취급을 당하는 절망에 도주해 버린다. 세상을 구한 요시로는 편히 잠을 청하는데, 다음날 동네 여자 모두가 '운명의 그녀'로 보이게 된다. 사실 운명의 그녀는 한 사람이 아니라 히가시미카와 여자 모두였다는 것이 밝혀진다.

## 출연
- 소메타니 쇼타 - 카모카와 요시로
- 이케다 에라이자 - 히라노 미유키
- 마노 에리나 - 아사미 사에
- 마키타 스포츠 - 나가노 테루미츠
- 야스다 켄 - 아사미 타카히로
- 마사키 레이야 - 야베 나오야
- 카구라자카 메구미 - 아키야마 타카코
- 타카하시 메리준 - 폴나레프 아이코
- 토미테 아미 - 카미야 아키코
- 콘노 안나 - 미츠이 미츠코
- 시노자키 아이 - 게이코
- 후카미 모토키 - 에노모토 요스케
- 에모토 토키오 - 야스
- 호시나 미즈키 - 타에코
- 사헬 로즈 - 줄리 배브콕
- 시미즈 아이리 - 시즈카
- 호시나 리카 - 사야